# کارمینیانو دی برنتا
کارمینیانو دی برنتا (به ایتالیایی: Carmignano di Brenta) یک کومونه در ایتالیا است که در استان پادووا واقع شده‌است.

## خصوصیات
کارمینیانو دی برنتا ۱۴٫۷ کیلومترمربع مساحت و ۷٬۲۷۰ نفر جمعیت دارد.

## خواهرخوانده
شهر البراک خواهرخواندهٔ کارمینیانو دی برنتا هست.